# Brunner Márta
Brunner Márta (Budapest, 1971. június 6. –) magyar színésznő.

## Élete
Édesanyja: Vajda Márta színésznő. 

„Igazi színész család lévén sokat költöztünk. Pécs, Szeged, Budapest. Már három évesen kamera elé állhattam, Sára Sándor: Holnap lesz fácán című filmjében. A gázsimból egy piros háromkerekű biciklit vettem magamnak. Első színpadi szerepemet, maga Csukás István írta, egy kis anyai ráhatással. A Gyalogcsillag című mesejátékban Harangvirág szerepét játszhattam el…”

Csurgón és Zalaegerszegen végezte középiskolai tanulmányait. 1992-ben felvették a Színművészeti Főiskolára, Kerényi Imre osztályába. Országos ismertséget szerzett Vágó István műsorvezető mellett, a Mindent vagy semmit! című televíziós vetélkedőműsor háziasszonyaként. 

„Egy évig voltam színművészeti főiskolás, de tanulmányaimat éppen a televíziós szereplés miatt kellett megszakítanom, ugyanis a hallgatók nem vállalhatnak nyilvános fellépéseket. Ezt követően a Madách Színházhoz kerültem, ahol kisebb szerepekkel léptem színpadra, majd felvételt nyertem Gór Nagy Mária Színitanodájának második évfolyamába.”

1992-ben egy éven át a Színház- és Filmművészeti Főiskola hallgatója volt, majd a Gór Nagy Mária Színitanoda növendéke lett, ahol 1996-ban végzett. 1995-től alapító tagja volt a székesfehérvári Vörösmarty Színháznak. Szerepelt a Fiatalok Színházában a Stefánián, a Művész Színházban, a Bajor Imre Kabaré társulatában, a Ruttkai Éva Színházban, a Moulin Rouge-ban, és a komáromi Lovas Színházban is. 1998-ban megjelent szólólemeze: Vedd fel a party ritmusát címmel.  Forgatott a Szomszédok, az Éretlenek és a TV a város szélén című sorozatokban is. 2012-től a budapesti Újszínház színésznője.
 
Férje Ács Bálint énekes, színész volt, akivel 2005-ben kötöttek házasságot, de 2023-ban elváltak.

## Színházi szerepeiből
- Balázs Ágnes: Andersen, avagy a mesék meséje....Lina
- Ábrahám
- Ernst Thomas: Aranytó
- Árva Lázár....Homolódi
- Georges Feydeau: Bolha a fülbe....Raymonde, Victor Emanuel felesége
- John Kander – Fred Ebb – Bob Fosse: Chicago....Mary Sunshine
- Carlo Goldoni: Chioggiai csetepaté
- Kálmán Imre: Csárdáskirálynő
- Kerényi Imre – Balogh Elemér – Lázár Zsigmond: Csíksomlyói passió....Mária Magdolna
- Edmond Rostand: Cyrano....Roxanne
- Szomor György – Szurdi Miklós – Valla Attila: Diótörő és Egérkirály
- Kosztolányi Dezső: Édes Anna....Moviszterné
- Együtt a banda!
- Jacobs – Casey: Grease....Sandy
- MacDermot – Ragni – Rado: Hair....Sheila
- Bart: Oliver....Nancy
- April De Angelis: Garrick, a színész – avagy ízlés dolga....Mrs. Cibber
- Kodály Zoltán: Háry János....Estrella bárónő
- Petőfi Sándor – Bakonyi Károly: János vitéz....Iluska
- Pierre Barillet – Jean-Pierre Grédy: A kaktusz virága....Antónia
- Déry Tibor – Pós Sándor – Presser Gábor – Adamis Anna: Képzelt riport egy amerikai popfesztiválról
- Antoine de Saint-Exupéry – Nagy Miklós – Barcsik Vali: A kis herceg....Rózsa
- David Gieselmann: Kolpert úr....Edith Mole
- Szörényi Levente - Bródy János: Kőműves Kelemen....Anna
- Jókai Mór: A kőszívű ember fiai....Plankenhorst Alphonsine
- Különös éjszaka
- Legyetek jók, ha tudtok....Mór nő
- Shakespeare: Lóvátett lovagok....A francia királylány
- Nagy Miklós: Love Story....Jenny
- Szirmai Albert – Bakonyi Károly – Gábor Andor: Mágnás Miska....Rolla
- Füst Milán: Máli néni....Tilda
- Csiky Gergely: A nagymama....Piroska
- Robert Thomas: Nyolc nő....Pierette
- Pattogatott vérfürdő....Brooke
- Arthur Miller: A salemi boszorkányok....Elisabeth Proctor
- Gabriel García Márquez: Száz év magány....Rebeca
- Michael Stewart. Szeretem a feleségem....Monica
- Sziklagála 2008
- Szabó Magda: Sziluett....Laura
- Vadnai László – Békeffi István: Tisztelt ház....Vali, színésznő
- Ábrahám Pál – Földes Imre – Harmath Imre: Viktória....Ach Wong
- Kálmán Imre: A montmarte-i ibolya....Ninon
- Szép Ernő: Vőlegény....Nusi
- Romhányi József: Hamupipőke....Hamupipőke
- Eisemann Mihály: XIV. René
- Egressy Zoltán: 4x100....Kiseszter
- Operettgála
- Operettvarázs
- Rudyard Kipling – Dés László – Békés Pál – Geszti Péter: A dzsungel könyve....Ká
- Ács Bálint - Örsi Ferenc: A Tenkes kapitánya....Székely Veronika
- Tersánszky Józsi Jenő: A kegyelmesasszony portréja....Botosné

## Önálló est
- Pesti kávéház (Ács Bálinttal)

## Filmjei

### Játékfilmek
- Stationary (1996)
- Született lúzer (2007)
- Ász póker (2008)

### Tévéfilmek
- Szomszédok (1994)
- Éretlenek (1995)
- TV a város szélén (1998)
- Mai mesék: Egy kis szívesség (2000)
- Oltári csajok (2018)
- Jóban Rosszban (2021)

## Díjai, elismerései
- Pro Theatro díj – Székesfehérvár (2003)[5]